# VV Zwaluwen
Voetbalvereniging Zwaluwen is een voetbalvereniging uit Vlaardingen, opgericht op 5 september 1935. Het clubtenue bestaat uit een zwart-wit verticaal gestreept shirt, een zwarte broek, en zwarte kousen. De club is gelegen aan de Zwaluwenlaan 500.
Sinds het afgelopen decennium voetbalt het eerste elftal van de vereniging (weer) in de hogere amateurklassen.

## Historie
De voetbalclub werd op 5 september 1935 door leden van de jongelingenvereniging L&V opgericht als L.V.V. Zwaluwen. De oprichtingsvergadering vond plaats in een zaaltje van het C.J.M.V.-verenigingsgebouw 'Obadja'. Drijvende krachten achter het van de grond tillen van de vereniging waren Kees Smit en Harrie van den Berg (vader van presentator Gerard van den Berg). Er werden direct 2 elftallen ingeschreven bij de Z.A.C. (Zaterdag Amateur Competitie). Bij de oprichting telde de club 20 leden.
De club begon op het sportveld van de L&V, en kwam via terreinen aan onder andere de Groeneweg, de Kethelweg en park ’t Nieuwelant in 1970 uiteindelijk terecht op het huidige terrein aan de Zwaluwenlaan in de Holy.
De club kende na de oorlog een lange periode van groei en kon zich in 1955 zelfs de grootste zaterdagmiddagclub van het land noemen. In 1951 won de club uit Vlaardingen de zaterdagvoetbal KNVB beker voor amateurs. In die periode voetbalde het 1e elftal van Zwaluwen op het hoogste niveau van het zaterdagamateurvoetbal. Eerst de Derde klasse KNVB en later de Tweede klasse KNVB. In de periode 1963/1964 tot en met 1975/1976 speelde Zwaluwen Tweede klasse, welke tot en met 1970 de hoogste afdeling was.
Tussen 1976/1977 en 1980/1981 speelde het vlaggenschip in de Eerste klasse en dus weer op het hoogste niveau.
Vanaf het seizoen 1981/1982 tot en met het seizoen 2001/2002 pendelde Zwaluwen tussen de Eerste en Derde klasse. Vanaf het seizoen 2002/2003 werd de weg naar boven weer gevonden. Na kampioenschap in de Tweede klasse D (seizoen 2008/2009) en een promotie na een derde plaats in de Eerste klasse B (seizoen 2009/2010) speelde Zwaluwen sinds het seizoen 2010/2011 in de zaterdag Hoofdklasse, dat vanaf 2022 door het leven gaat als Vierde divisie. In 2025 werd voor het eerst de stap gemaakt naar de Derde divisie.

## Erelijst
Afdelingskampioen
in 1952
Zaterdagbeker
Winnaar in 1951
Kampioen 3e klasse
in 1952, 1959, 1963, 1987, 1994, 2003
Kampioen 2e klasse
in 1976, 2009
Landelijke KNVB beker
2011/12: 2e ronde tegen FC Twente
2017/18: 1e ronde tegen FC Den Bosch
Vlaardings Kampioenschap
in 1974, 1975, 1976, 1996, 2014, 2015, 2018, 2023
Vlaardingse sportploeg van het jaar
in 2009

## Competitieresultaten 1944–2024
| 4 4A |

|  |

| 2 4B |

| 4 3A |

| 7 3A |

| 7 3A |

| 2 3A |

| 5 3B |

| 1 3A |

| 2 3B |

| 5 3A |

| 4 3B |

| 3 3B |

| 9 |

| 2 3B |

| 1 3A |

| 7 |

| 7 |

| 9 |

| 1 3A |

| 10 2B |

| 6 2A |

| 8 2A |

| 10 2A |

| 12 2A |

| 7 2A |

| 5 2B |

| 5 2B |

| 5 2A |

| 3 2A |

| 8 2B |

| 3 2B |

| 1 2B |

| 6 1A |

| 12 1A |

| 10 1A |

| 7 1B |

| 13 1A |

| 6 2B |

| 5 2B |

| 11 2B |

| 4 3B |

| 4 3B |

| 1 3A |

| 2 2B |

| 10 2B |

| 11 2B |

| 2 3A |

| 2 3A |

| 3 3A |

| 1 3B |

| 6 2B |

| 7 2B |

| 8 1B |

| 7 1B |

| 12 1B |

| 10 2D |

| 4 3C |

| 8 3B |

| 1 3B |

| 2 2D |

| 12 1B |

| 4 2D |

| 7 2D |

| 2 2D |

| 1 2D |

| 3 1B |

| 5 B |

| 9 B |

| 9 B |

| 4 B |

| 5 B |

| 9 B |

| 12 A |

| 9 A |

| 4 A |

| - A |

| - A |

| 9 A |

| 10 A |

| 5 B |

| 1 B |

| B |

2019/20: Dit seizoen werd na 21 speelrondes stopgezet vanwege de uitbraak van het COVID-19-virus.
2020/21: Dit seizoen werd na 4 speelrondes stopgezet vanwege de uitbraak van het COVID-19-virus.
| Derde divisie | Vierde divisie Hoofdklasse | Eerste klasse | Tweede klasse | Derde klasse | Vierde klasse |

In elke staaf van de grafiek staat van boven naar beneden vermeld: 
- Eindnotering

Dit is de positie die de club heeft bereikt in de competitie, zonder eventuele beslissings-, play-off- of nacompetitiewedstrijden die nodig zijn geweest om bijvoorbeeld de kampioen van de competitie te bepalen.
Indien een * achter het getal staat is de notering een tussenstand en kan het zijn dat de notering niet overeenkomt met de uiteindelijke eindstand van de competitie.
Staat er een - dan is het seizoen nog bezig en is er geen definitieve uitslag bekend.
Staat er xx op de positie van de notering, dan heeft de club vroegtijdig de competitie verlaten. Dit kan onder andere komen door terugtrekking van het team, faillissement van de club of door een uitgedeelde straf van de KNVB. In veel gevallen staat elders in het artikel de reden vermeld.
Staat er een ? dan is het resultaat uit het verleden onbekend, en is alleen de competitie of het niveau bekend van dat seizoen.
In de seizoenen 2019/20 en 2020/21 werd wegens de coronacrisis het amateurvoetbal afgebroken. Daardoor kennen deze staven geen eindklassering (middels -- weergegeven).
- Competitieniveau en afdelingsletter of Officiële eindstand Eredivisie
  - Competitieniveau en afdelingsletter

Hierbij geeft het getal het niveau weer, dat ook terug te vinden is in de legenda. De letter is de afdelingsaanduiding en wordt gebruikt wanneer er meer afdelingen zijn op hetzelfde niveau. De afdelingsletter is altijd een hoofdletter en wordt meestal zonder nummer gebruikt.
Voorbeeld: 2F is niveau 2e klasse competitie F.
Het competitieniveau en nummer wordt niet vermeld wanneer er slechts één competitie van dit niveau was.
  - Officiële eindstand Eredivisie (getal staat tussen haakjes vermeld)

Sinds de introductie van play-offwedstrijden voor Europees voetbal na afloop van de reguliere competitie in 2005/06, is de KNVB verplicht een eindstand van de Eredivisie door te geven aan de UEFA aan de hand van deze play-offwedstrijden.
Bij deze eindstand staan clubs die zich hebben gekwalificeerd voor Europees voetbal hoger dan clubs die zich niet wisten te kwalificeren. Indien er geen verschil was tussen de eindnotering en de officiële eindstand, staat dit getal niet vermeld.

- Onderafdeling

Hier staat afgekort de naam van de onderafdeling indien de club in dat jaar in een onderafdeling uitkwam. Tevens staat deze afkorting in de legenda en wordt gelinkt naar het artikel over deze onderafdeling. Deze afkorting wordt alleen vermeld wanneer de club in het verleden in verschillende onderafdelingen heeft gespeeld. Deze vermelding is in de staaf altijd in kleine letters. Deze onderafdelingen zijn na het seizoen 1995/96 afgeschaft. Heeft de club in slechts één onderafdeling gespeeld, dan is dit alleen terug te vinden in de legenda.
Onder de staaf staat het jaartal vermeld waarin het seizoen is afgesloten. 15 verwijst naar het seizoen 2014/15 of eventueel het seizoen 1914/15.
Wanneer een staaf leeg is, zijn deze gegevens niet bekend. Het kan ook zijn dat de club dat seizoen niet heeft meegespeeld op het hogere amateurniveau, vroegtijdig de competitie heeft verlaten of uit de competitie is gezet.

In het seizoen 1944/45 was er wegens de Tweede Wereldoorlog geen regulier competitievoetbal.

## Zwaluwen in de KNVB Beker
Dit schema laat de resultaten zien van Zwaluwen tegen profclubs in de KNVB Beker.
| Seizoen | Ronde    | Wedstrijd               | Uitslag |
| ------- | -------- | ----------------------- | ------- |
| 2011/12 | 2e ronde | Zwaluwen - FC Twente    | 1-8     |
| 2017/18 | 1e ronde | Zwaluwen - FC Den Bosch | 2-3     |

## Trainers
- 1947-1948: Jac v.d. Borden
- 1948-1950: Leen v.d. Lee
- 1950-1955: M. Zalmé
- 1955-1957: Jan Molendijk
- 1957-1959: Kees den Haan
- 1959-1961: Janus van der Gijp
- 1961-1966: Wout Zuidgeest
- 1966-1967: Toob Remmers
- 1967-1970: Gidi Jacobs
- 1970-1974: Wim van Buuren
- 1974-1978: Frans de Kruis
- 1978-1980: Theo de Waard
- 1980-1981: André Corveleyn
- 1981-1984: Cor Nieuwenhuizen
- 1984: Ton van der Leije (interim)
- 1984-1986: Arnold Lobman
- 1986-1989: Jan van der Hoek
- 1989-1996: Danny Molendijk
- 1996-1997: Wim van Til
- 1997: Jan van der Hoek (interim)
- 1997-1998: Aad Andriessen
- 1998-1999: Ron van den Berg
- 1999-2001: Roel den Hartog
- 2001-2008: Jan de Gier
- 2008-2010: Peter Wubben
- 2010-2011: Ron Timmers
- 2011-2013: Harry Akkermans
- 2013-2015: Adrie Poldervaart
- 2015-2016: Joop Hiele
- 2016-2018: Oscar Biesheuvel
- 2018-2019: Danny Schenkel
- 2019-2020: Ralph Kalkman
- 2020-2024: Henk de Zeeuw
- 2024-heden: Luigi Bruins

## Voorzitters
- 1935-1960: Kees Smit
- 1960-1975: Dick van der Snoek
- 1975-1985: Roel Schipper
- 1985-1991: Arie Kegel
- 1991-2007: Jan Hoogerwerf
- 2007-2009: Arjen Meerman
- 2009-2019: Hugo van Tienhoven
- 2019-2020: Peter van Buijtenen (interim)
- 2020-heden: Lex Boers

## Bekende (oud-)spelers
- Adnan Bajić
- Richie Basoski
- Annouk Boshuizen
- Edwin van Bueren
- Mustafa Celen
- Chasity Grant
- Jeremy van Mullem
- Sanny Monteiro
- Furhgill Zeldenrust